# Evangelisch-Lutherisches Dekanat München
Das Evangelisch-Lutherische Dekanat München ist eines der achtzehn Dekanate des Kirchenkreises Schwaben-Altbayern der Evangelisch-Lutherischen Kirche in Bayern. Bis zu dessen Fusion 2025 gehörte es dem Kirchenkreis München und Oberbayern an. Es ist in sechs Prodekanate unterteilt. Amtierender Dekan ist seit September 2020 Bernhard Liess.

## Geschichte
| Amtszeit                   | Leitung              |
| -------------------------- | -------------------- |
| Dezember 2002 – Mai 2004   | Hans Dieter Strack   |
| September 2004 – Juli 2020 | Barbara Kittelberger |
| seit September 2020        | Bernhard Liess       |

### Die ersten evangelischen Bürger in München
Verglichen mit anderen Städten fällt die Geschichte der evangelischen Kirche in München eher kurz aus: Erste protestantische Gruppen Anfang des 16. Jahrhunderts wurden verboten und unterdrückt. Erst 1801 erhielt der erste Protestant, ein Wein- und Pferdehändler aus Mannheim, die Bürgerrechte der Residenzstadt München. In den folgenden Jahren siedelten sich in München aufgrund der liberalen Politik Max I. Joseph immer mehr evangelische Bürger an: 1827 zählte man schon 4500 Gemeindeglieder. 1833 wurde die erste evangelische Kirche, die später den Namen St. Matthäus erhielt, auf der Sonnenstraße eingeweiht. Sie wurde 1938 von den Nationalsozialisten abgerissen und nach dem Zweiten Weltkrieg am Sendlinger-Tor-Platz neu aufgebaut. 

### Das Dekanat München
Die erste organisatorische Formation (als Dekanat für den Isarkreis) erfolgte 1808. Das Dekanat München wurde am 7. Dezember 1810 errichtet und umfasste zuerst neben München auch Großkarolinenfeld sowie die später wieder ausgeschiedenen Kirchengemeinden Polling und Vöcklabruck. Im Laufe des 19. Jahrhunderts wurden weitere Kirchengemeinden vor allem in den größeren Städten Oberbayerns gegründet. 1915 wurden die Gemeinden außerhalb von München und seines Umlandes als Dekanat München II (seit 1935 Evangelisch-Lutherisches Dekanat Ingolstadt) abgetrennt. 

### Moderne Einrichtungen
Seit den 1970er Jahren entstanden im Dekanatsbezirk verstärkt übergemeindliche Einrichtungen und Beratungsstellen, um die Menschen in der Großstadt München qualifiziert begleiten zu können; sie sind in den Evangelischen Diensten München (EDM) zusammengefasst. Gleichzeitig wurden Partnerschaften mit ausländischen Kirchen aufgebaut und gepflegt. Heute leben in und um München weniger als 200.000 Menschen (Stand Dezember 2024), die der evangelischen Kirche angehören.
Seit September 2020 wird das Dekanat von Bernhard Liess geleitet. Er übernahm das Amt von seiner Vorgängerin Barbara Kittelberger, die das Dekanat von September 2004 bis zu ihrem Ruhestand im Juli 2020 geleitet hatte.

## Organisation und Statistik
| Jahr | Gemeindeglieder (mit Hauptwohnsitz) |
| ---- | ----------------------------------- |
| 2014 | 258.748                             |
| 2015 | 255.008                             |
| 2016 | 252.436                             |
| 2017 | 245.856                             |
| 2018 | 239.557                             |
| 2019 | 235.839                             |
| 2020 | 229.204                             |
| 2021 | 219.986                             |
| 2022 | 210.909                             |
| 2023 | 203.016                             |
| 2024 | 195.673                             |

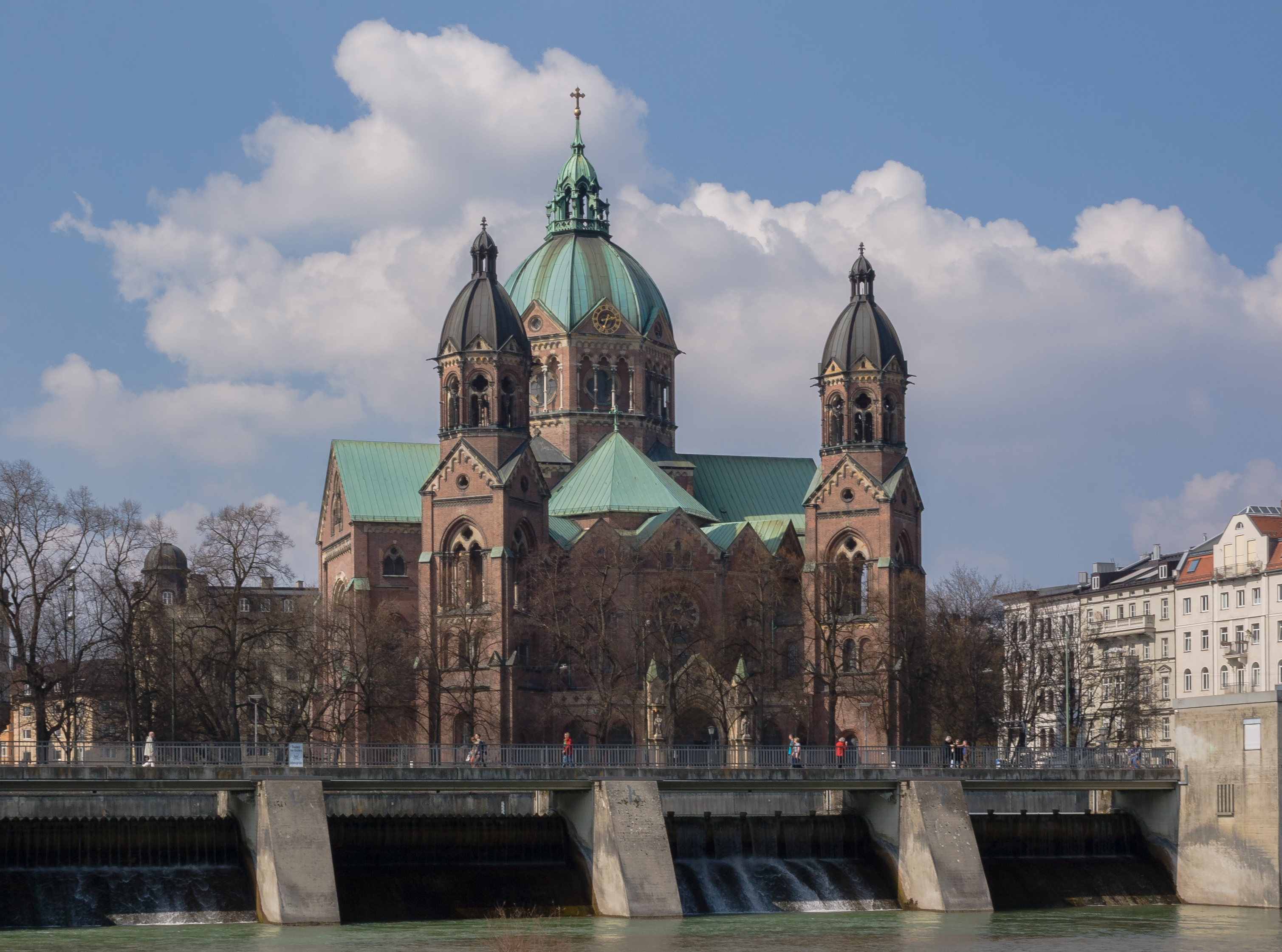
Lukaskirche in München

Der Dekanatsbezirk München umfasst ein Gebiet, das etwa dem Großraum München entspricht. Er ist Teil des Kirchenkreises München-Oberbayern und der größte Dekanatsbezirk der bayerischen Landeskirche, die insgesamt etwa 2,2 Millionen Kirchenmitglieder zählt.
Zum Dekanatsbezirk München gehören 66 Kirchengemeinden, die regional in sechs Prodekanate gegliedert sind. Jedes Prodekanat wird von einem Dekan bzw. einer Dekanin geleitet. Gemeindeübergreifende Einrichtungen und Dienste, die teilweise in eigener Rechtsträgerschaft organisiert sind, sowie Sonderseelsorgebereiche (einschließlich Krankenhausseelsorge und Studierendenseelsorge) unterstützen, ergänzen und entlasten die Arbeit der Kirchengemeinden. Sie arbeiten in einer Konferenz zusammen, die vom Leiter der Evangelischen Dienste München geleitet wird.
Oberstes Gremium des Dekanatsbezirks ist die Dekanatssynode, der haupt- und ehrenamtliche Delegierte angehören. Unter dem Vorsitz der Stadtdekanin bzw. des Stadtdekans tagt die Dekanatssynode etwa zehnmal im Jahr und beschließt zentrale Inhalte und Konzepte der kirchlichen Arbeit in München sowie den Haushalt, die Personalangelegenheiten und Baumaßnahmen des Dekanatsbezirks.
Der Stadtdekan bzw. die Stadtdekanin repräsentiert den Dekanatsbezirks in der Öffentlichkeit und hat den Vorsitz im Leitungsgremium, dem die Dekane bzw. Dekaninnen der Prodekanatsbezirke, der Leiter der Evangelischen Dienste und der Geschäftsführer des Kirchengemeindeamts angehören. Die Grundlagen für die Arbeit im Dekanatsbezirk sind durch eine eigene Satzung festgelegt.
Die Verwaltung des Dekanatsbezirks geschieht im Kirchengemeindeamt. Unter der Leitung eines Geschäftsführers arbeiten dort etwa 75 Beschäftigte in drei Abteilungen. Hier werden die Kirchenbücher geführt, Statistiken erstellt, die Finanzen verwaltet, Bauvorhaben geplant und umgesetzt und die Personalunterlagen der 1400 haupt- und nebenamtlich Beschäftigten der evangelischen Kirche in München betreut.

## Prodekanate und Kirchengemeinden
Zum Dekanatsbezirk gehören 66 Kirchengemeinden. Sie sind in sechs Prodekanate aufgegliedert. Zum 1. Januar 2025 werden die sechs Prodekanate aufgelöst.

### Prodekanat München-Mitte

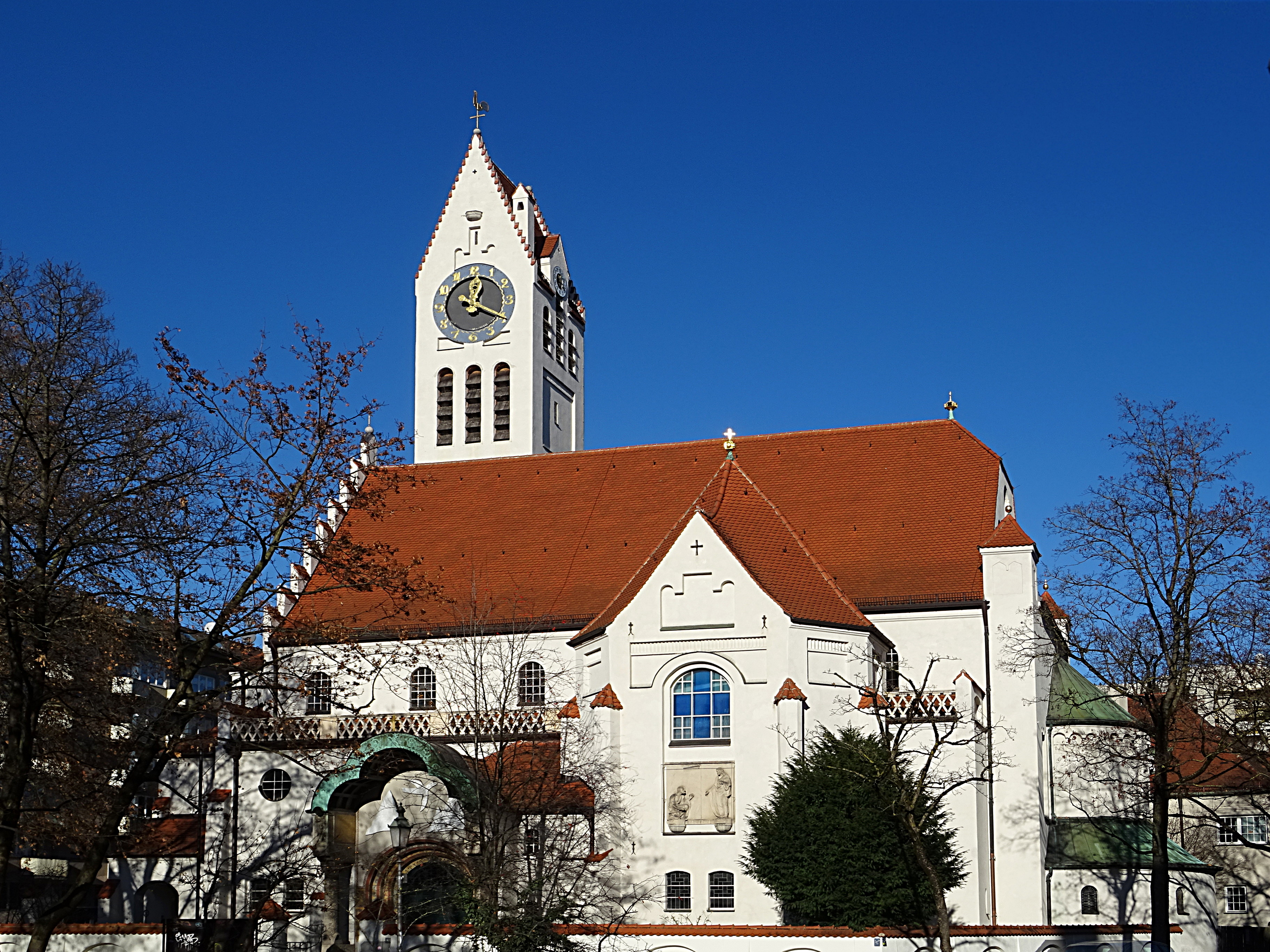
Erlöserkirche in Schwabing

Adresse: Gabelsbergerstraße 6, 80333 München
Zum Prodekanatsbezirk München-Mitte gehören sechs evangelische Kirchengemeinden. Das Gebiet erstreckt sich innerhalb des Stadtgebiets München von Schwabing über die Maxvorstadt und Isarvorstadt bis hin zum Lehel und Haidhausen.
Die Innenstadtkirchen Erlöserkirche, Kreuzkirche, St. Johannes, St. Lukas, St. Matthäus und St. Markus bieten ein reiches kirchenmusikalisches und gottesdienstliches Angebot. Der Dialog mit der Wissenschaft, den Theatern und den Museen wird aktiv gepflegt.
Stadtdekan Bernhard Liess ist auch Dekan für das Prodekanat München-Mitte.
Folgende Kirchengemeinden gehören zum Prodekanat München-Mitte:
- Erlöserkirche (Schwabing)
- Kreuzkirche (Schwabing)
- St. Johannes (Haidhausen)
- St. Lukas (Lehel)
- St. Markus (Maxvorstadt)
- St. Matthäus (Innenstadt)

### Prodekanat München-Nord

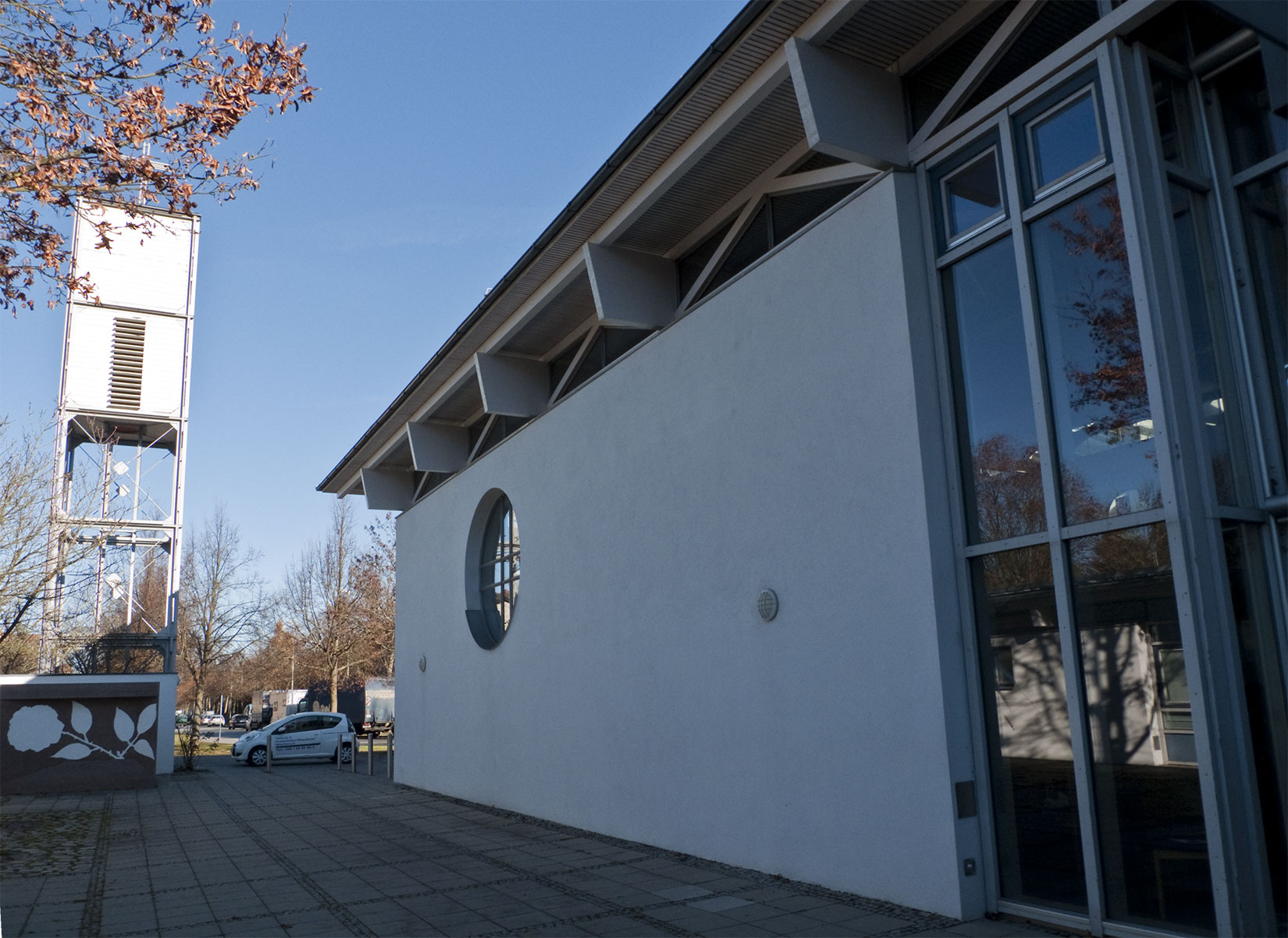
Hoffnungskirche in Freimann

Adresse: Stanigplatz 11, 80933 München
zum Prodekanatsbezirk München-Nord gehören 14 der insgesamt 66 evangelischen Kirchengemeinden. Das Gebiet erstreckt sich innerhalb des Stadtgebiets München von Moosach bis zur Isar und vom Mittleren Ring nach Norden hin. Im Landkreis München liegen die drei Kirchengemeinden Garching, Ober- und Unterschleißheim. Im Landkreis Dachau liegen Karlsfeld, Dachau (zwei Gemeinden) und Kemmoden-Petershausen.
Dekan für den Münchner Norden ist Felix Reuter.
Folgende Kirchengemeinden gehören zum Prodekanat München-Nord:
- Dankeskirche (Milbertshofen)
- Evangeliumskirche (Hasenbergl)
- Friedenskirche (Dachau)
- Genezarethkirche (Unterschleißheim)
- Gnadenkirche (Dachau)
- Heilig-Geist-Kirche (München-Moosach), mit Magdalenenkirche und Olympiakirche im Ökumenischen Kirchenzentrum im Olympischen Dorf
- Hoffnungskirche (Freimann)
- Kapernaumkirche (Feldmoching)
- Bethanienkirche (Feldmoching)
- Kirchengemeinde Kemmoden-Petershausen
- Korneliuskirche (Karlsfeld)
- Laudatekirche (Garching)
- Nikodemuskirche (Alte Heide)
- Trinitatiskirche (Oberschleißheim)
- Versöhnungskirche (Harthof)

### Prodekanat München-West

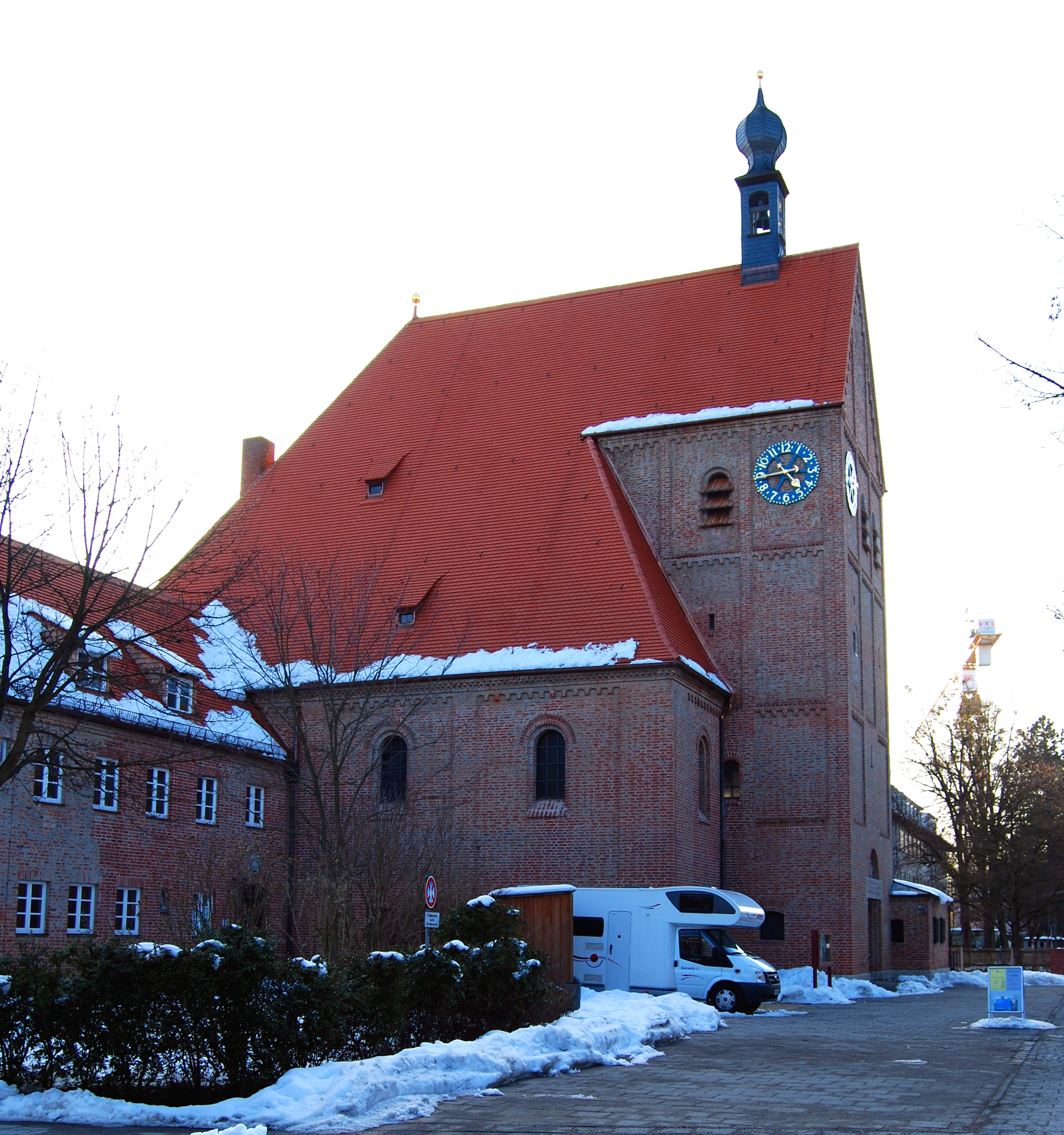
Stephanuskirche in Nymphenburg

Adresse: Dom-Pedro-Platz 5, 80637 München
Zum Prodekanatsbezirk München-West gehören 13 evangelische Kirchengemeinden. Das Gebiet erstreckt sich innerhalb des Stadtgebiets München von Neuhausen bis Aubing und von Allach nach Großhadern; aus den Landkreisen gehören Germering und Gröbenzell (Landkreise Fürstenfeldbruck und München) zum Gebiet des Prodekanats.
Christoph Jahnel und Claudia Häfner teilen sich die Stelle im Prodekanat für den Münchner Westen.
Folgende Kirchengemeinden gehören zum Prodekanat München-West:
- Adventskirche (Neuaubing)
- Bethlehemskirche (Untermenzing)
- Carolinenkirche (Obermenzing)
- Christuskirche (Neuhausen)
- Dietrich-Bonhoeffer-Kirche (Germering)
- Epiphaniaskirche (Allach)
- Himmelfahrtskirche (Pasing)
- Jesus-Christus-Kirche (Germering)
- Paul-Gerhardt-Kirche (Laim)
- Reformations-Gedächtnis-Kirche (Großhadern)
- Simeonskirche (Kleinhadern/Blumenau)
- Stephanuskirche (Nymphenburg)
- Zachäuskirche (Gröbenzell)

### Prodekanat München-Ost

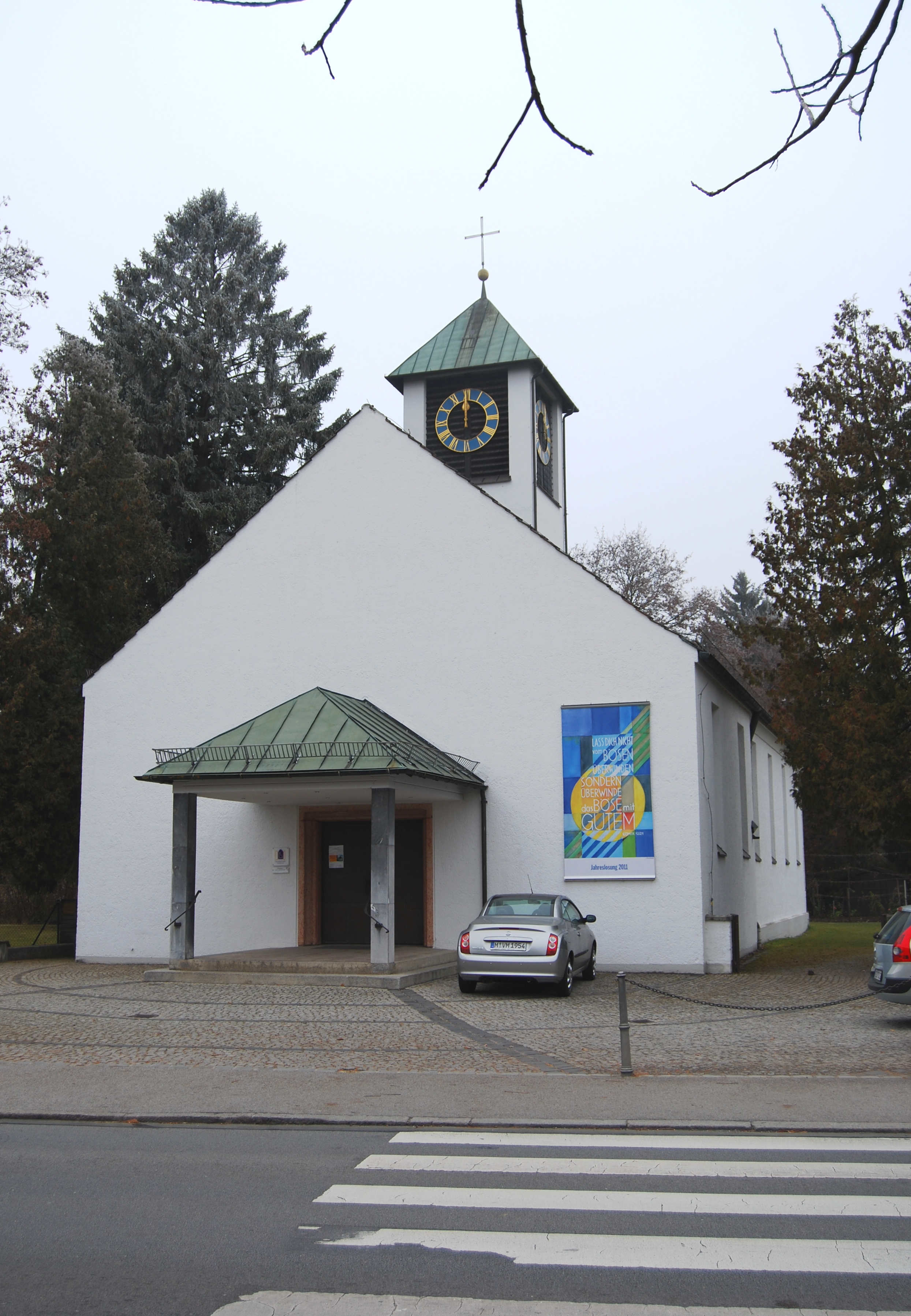
Friedenskirche in Trudering

Adresse: Lamontstr. 36, 81679 München
Zum Prodekanatsbezirk München-Ost gehören elf evangelische Kirchengemeinden. Das Gebiet erstreckt sich innerhalb des Stadtgebiets München vom Friedensengel entlang der Isar bis nach Ismaning, von dort in einem Bogen bis Zorneding (Landkreis Ebersberg). Die südliche Grenze bilden Haar, Trudering und die Prinzregentenstraße bis zum Friedensengel.
Dekan im Prodekanat München-Ost ist Peter Marinkovic.
Folgende Kirchengemeinden gehören zum Prodekanat München-Ost:
- Cantatekirche (Kirchheim)
- Christophoruskirche (Zorneding)
- Dreieinigkeitskirche (Bogenhausen)
- Kirchengemeinde Feldkirchen (mit Segenskirche Aschheim)
- Friedenskirche (Trudering)
- Gabrielkirche Ismaning
- Immanuelkirche (Denning), Nazarethkirche (Bogenhausen)
- Jesuskirche (Haar)
- Petrikirche (Baldham)
- Sophienkirche (Messestadt Riem)
- Vaterunserkirche (Oberföhring/Johanneskirchen)

### Prodekanat München-Süd

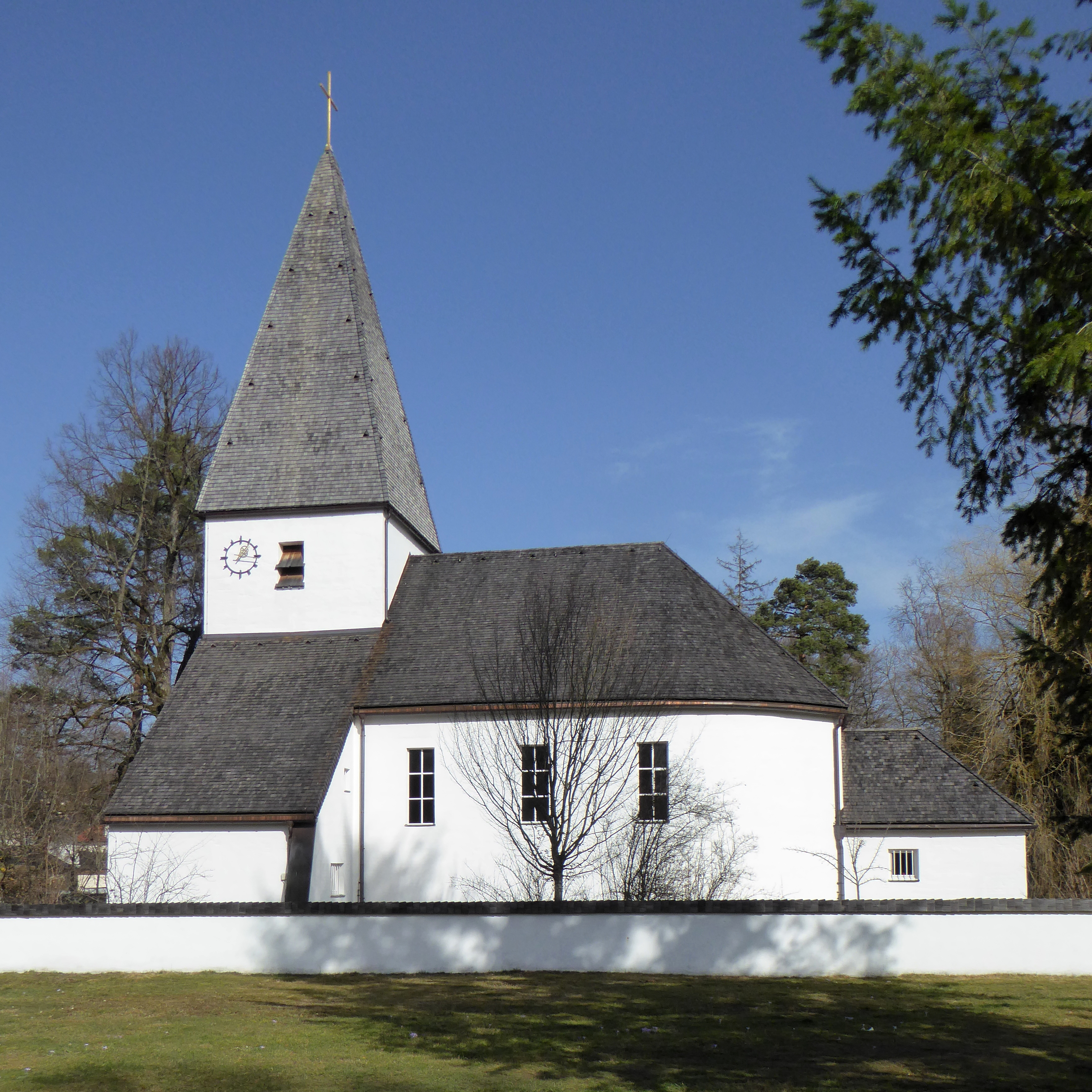
Thomaskirche in Grünwald

Adresse: Konrad-Witz-Str. 17, 81479 München
Zum Prodekanatsbezirk München-Süd gehören elf Gemeinden – vom Westend über Sendling und Giesing, Harlaching und Pullach, Solln und Fürstenried bis nach Grünwald.
Stellvertretende Dekanin ist Christine Glaser.
Folgende Kirchengemeinden gehören zum Prodekanat München-Süd:
- Andreaskirche (Fürstenried)
- Apostelkirche (München-Solln). (Die Petruskirche im Ökumenischen Kirchenzentrum Parkstadt Solln wurde im Juli 2024 entwidmet.)
- Auferstehungskirche (Westend)
- Emmauskirche (Harlaching)
- Gethsemanekirche (Sendling-Westpark)
- Himmelfahrtskirche (Sendling)
- Jakobuskirche (Pullach)
- Lutherkirche (Giesing)
- Passionskirche (München-Obersendling)
- Philippuskirche (Obergiesing)
- Thomaskirche (Grünwald)

### Prodekanat München-Südost

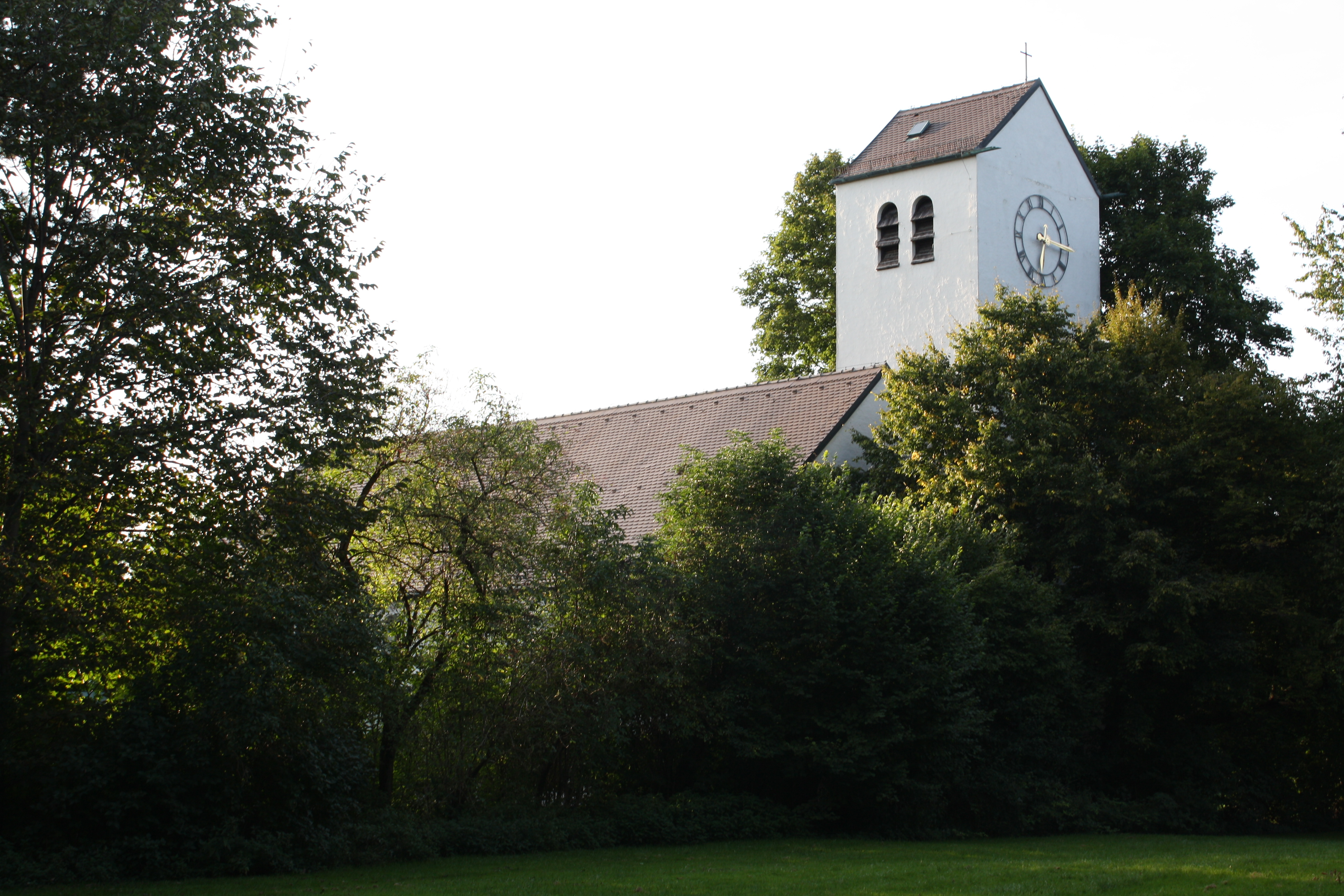
Gustav-Adolf-Kirche in Ramersdorf

Adresse: Ganghoferstraße 28, 85521 Ottobrunn
Zum Prodekanatsbezirk München-Südost gehören elf Kirchengemeinden. Das Gebiet erstreckt sich innerhalb des Stadtgebiets München von Ramersdorf bis Waldperlach, vom Fasangarten bis Berg am Laim, im Landkreis München liegen Putzbrunn, Ottobrunn, Neubiberg, Taufkirchen, Höhenkirchen, Oberhaching/Deisenhofen und Unterhaching im Gebiet des Prodekanats (siehe Übersichtskarte).
Dekan für den Münchner Südosten ist Mathis Steinbauer.
Folgende Kirchengemeinden gehören zum Prodekanat München-Südost:
- Gustav-Adolf-Kirche (Ramersdorf)
- Heilandskirche (Unterhaching)
- Jerusalemkirche (Taufkirchen)
- Jesajakirche (Fasanenpark)
- Jubilatekirche (Waldperlach-Putzbrunn)
- Kreuz-Christi-Kirche (Höhenkirchen)
- Lätare-Gemeinde (mit Lätare-Kirche (Neuperlach) und Dietrich-Bonhoeffer-Kirche (Neuperlach-Süd))
- Michaelskirchengemeinde (Ottobrunn-Neubiberg-Hohenbrunn)
- Sophie Scholl-Kirchengemeinde (mit Offenbarungskirche (Berg am Laim) und Rogatekirche (Ramersdorf))
- St. Paulus (Perlach)
- Zum guten Hirten (Oberhaching/Deisenhofen)